# Hubert Slings
Hubert Slings (Slikkerveer, 3 september 1967) is een Nederlandse neerlandicus, actief als mediëvist en literatuurdidacticus.

## Levensloop
Hij studeerde te Leiden en promoveerde in 2000 bij Frits van Oostrom.
Slings was van 2001 tot 2007 verbonden aan de letterenfaculteit van de Universiteit Leiden en hield zich bezig met (onderwijs)beleidsadvies, literatuurdidactiek en cultuureducatie.
Voorts is hij hoofdredacteur van twee websites, over literatuurgeschiedenis en de invloed van de Bijbel op de Nederlandse cultuur. Samen met Yra van Dijk vormt Slings de redactie van de schooleditiereeks Tekst in Context.
Hij was secretaris van de Canoncommissie, ingesteld door het Ministerie van Onderwijs, Cultuur en Wetenschap, die op 3 juli 2007 in de Ridderzaal te Den Haag aan de minister van onderwijs Plasterk haar eindrapport aanbood. Slings is de ontwerper van de website van de canon van Nederland. Van 2007-2008 was hij secretaris van de commissie Nationaal Plan Toekomst Geesteswetenschappen o.l.v. Job Cohen. In 2019-2020 was hij lid van de commissie Herijking Canon van Nederland onder leiding van James Kennedy.
Sinds 2007 is Hubert Slings directeur van stichting entoen.nu. Sinds 2014 werkt hij bij het Nederlands Openluchtmuseum in Arnhem.